# Bell Média
Bell Média,  anciennement Bell Globemedia, puis CTVglobemedia, est une entreprise canadienne fondée en 2001 dont les secteurs d'activité sont principalement concentrés à la télévision et à l'édition. Depuis 2011, elle est une filiale du groupe BCE.
En plus de nombreuses chaînes de télévision hertziennes (principalement associées au réseau CTV), Bell Média est propriétaire de 29 chaînes spécialisées, dont RDS, la première chaîne spécialisée de langue française au Canada, et TSN, la première chaîne spécialisée au Canada. Bell Média détient également 33 stations de radio, des dizaines de sites Web, dont Sympatico.ca et Dome Productions.

## Historique

### Bell Globemedia (2001–2007)
Bell Globemedia est créé le 9 janvier 2001 à la suite de la décision du Bureau de la concurrence de ne pas s'opposer à l'acquisition du quotidien The Globe and Mail et des actifs internet de Thomson Corporation par Bell Canada Enterprises (BCE). Bell Globemedia est détenu à sa création à 70,1 % par BCE, 20 % par Thomson Corporation et 9,9 % par Woodbridge.
La constitution de Bell Globemedia s'inscrit dans la stratégie de convergence mise en place par le président de BCE Jean Monty qui consiste à intégrer les contenus (entreprises de média) et les tuyaux (entreprise de télécom ou de câblo-distribution) comme illustré par AOL Time Warner aux États-Unis ou Vivendi Universal en France.
Bell Globemedia participe à hauteur de 16 % à la chaîne culturelle ARTV lancée le 1er septembre 2001. Cette participation est vendue à la Société Radio-Canada à l'automne 2007.
Le 18 septembre 2001, Bell Globemedia et Cogeco annoncent le rachat du réseau de télévision québécois TQS à Quebecor Média pour 74 millions de dollars. TQS est ainsi placée dans une co-entreprise détenue à 40 % par Bell Globemedia et 60 % par Cogeco.
À la fin 2001, Bell Globemedia décide de regrouper toutes ses activités à Montréal au Téléport, à l'exception de TQS. Les travaux sur l'immeuble débutent en avril 2002 et celui-ci est renommé Édifice Bell Globemedia au printemps 2002 pour refléter sa nouvelle vocation.
Début 2003, le nouveau président de BCE Michael Sabia, décide d'abandonner la stratégie de convergence prônée par son prédécesseur. En conséquence, il est décidé d'exploiter séparément The Globe and Mail et le réseau CTV. BCE déprécie également la valeur comptable de Bell Globemedia de 500 millions de dollars pour refléter la baisse de valeur de ses actifs.
En février 2003, Bell Globemedia acquiert 15 % des parts de Maple Leaf Sports & Entertainment, propriétaire des Maple Leafs de Toronto, des Raptors de Toronto et du Centre Air Canada.
Le 2 décembre 2005, BCE annonce se départir de 48,5 % de ses parts dans l'entreprise en les vendant et donc, réduit sa participation dans l'entreprise. Tout d'abord, 8,5 % sont vendus à Woodbridge, 20 % à Torstar et finalement, 20 % au Régime de retraite des enseignantes et des enseignants de l'Ontario (communément appelé Teachers). Après cette transaction, BCE ne détient que seulement 20 % des parts de l'entreprise et Woodbridge voit sa participation monter à 40 %. La transaction est officiellement conclue le 30 août 2006. Les 20 % restants permet à Bell via ses filiales de télécommunications (Télévision, internet, etc.), d'accéder au contenu de Bell Globemedia.
Le 12 juillet 2006, Bell Globemedia fait l'acquisition de CHUM Limited pour un montant de 1,6 milliard de dollars. CHUM possède au moment de le transaction, des stations de radio et de télévision dont CKGM à Montréal, CITY-TV, Much Music et une part de 50 % dans MusiquePlus avec Astral.
À la suite de l'achat de CHUM, BCE vend d'autres parts dans l'entreprise. BCE ne détient plus que 15 % alors que Teacher's est devenu propriétaire de 25 % des parts dans l'entreprise (comparativement à 20 % auparavant). Cette vente par BCE a été faite dans le but de couvrir l'énorme montant causé par l'acquisition de CHUM.

### CTV Globemedia (2007-2011)
Puisque BCE ne détient plus que 15 % des parts de l'entreprise, Bell Globemedia se renomme CTV Globemedia. Le changement est effectif à partir du 1er janvier 2007.
Au mois d'avril de la même année, Rogers Communications annonce son intention d'acquérir A-Channel, CKX-TV, Access Alberta, Canadian Learning Television ainsi que Sex TV : The channel de CTV Globemedia. Cette acquisition sera réalisée si l'acquisition de CHUM Limited est autorisée. La transaction est autorisée au mois de juin par le CRTC à condition que les stations citytv (qui sont au nombre de cinq à ce moment-là) soient vendues car CTV Globemedia détient déjà un important réseau qui est CTV. Une transaction entre le groupe et Rogers Communications visant l'acquisition des stations Citytv pour une somme de 375 millions de dollars est annoncée quelques jours après la décision du CRTC soit le 12 juin. Le groupe souhaite garder tous les actifs de CHUM excepté deux stations. Cette deuxième transaction est autorisée par le CRTC le 28 septembre 2007.
Le 10 septembre 2010, BCE annonce son intention de réacquérir 100 % des parts de CTV Globemedia. L'entreprise déboursera 1,3 milliard de dollars (3,2 milliards si l'on inclut la dette de CTV) pour redevenir propriétaire du groupe.

### Bell Média (depuis 2011)
Le 24 juillet 2014, le CRTC valide l'achat pour 170 millions de dollars américains des chaînes canadiennes Family, Disney Channel et Disney Junior détenues par Bell Media par DHX Media.
Le 15 mai 2020, Bell Média acquiert le réseau de télévision V ainsi que la plateforme noovo.ca et le site 25Stanley après approbation du CRTC. Les analystes estiment que Bell Média aurait déboursé entre 20 et 30 millions de dollars pour faire cette acquisition.

### Identité visuelle (logoytype)

Logo de Bell Globemedia de 2001 à 2007.
Logo de CTV Globemedia de 2007 à 2011.
Logo anglophone de Bell Media depuis 2011.

## Bell Media Television

### Télévision conventionnelle
- CTV Television Network : 20 stations conventionnelles terrestres à travers le Canada, ainsi qu'un affilié ;
- CTV 2 : 5 stations conventionnelles terrestres ainsi que 2 stations distribuées par câble et deux affiliés ;
- Noovo : 5 stations conventionnelles terrestres ainsi que cinq affiliés.

### Télévision spécialisée
Catégorie A
- BNN Bloomberg ;
- CTV Comedy Channel ;
- CTV Drama Channel ;
- CTV Sci-Fi Channel ;
- Canal D ;
- Canal Vie ;
- CP24 ;
- E! ;
- MTV Canada ;
- Much ;
- VRAK ;
- Z.

Catégorie B
- BookTelevision ;
- CTV Life Channel ;
- FashionTelevisionChannel ;
- Investigation Discovery ;
- MTV2 Canada ;
- Investigation.

Catégorie C
- CTV News Channel.

#### CTV Specialty Television
La structure « CTV Specialty Television Inc. » est une copropriété gérée par Bell Media (80 %) et ESPN (20 %).
- Catégorie A :
  - Discovery Channel - 80 % ;
  - RDS Info.
- Catégorie B :
  - Animal Planet - 80 % ;
  - Discovery Science - 80 % ;
  - Discovery World - 80 % ;
  - ESPN Classic.
- Catégorie C :
  - Réseau des sports (RDS) ;
  - The Sports Network (TSN) ;
  - RDS2 ;
  - TSN2.

## Bell Media Radio

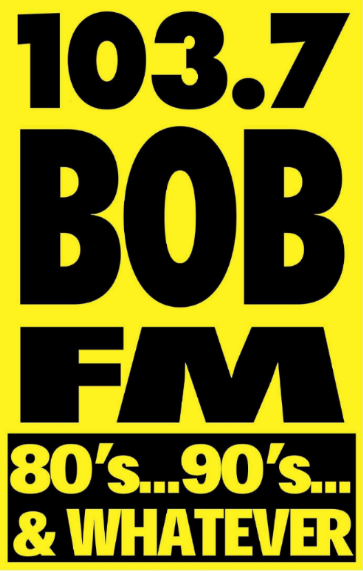
Logo de la station CJPT-FM.

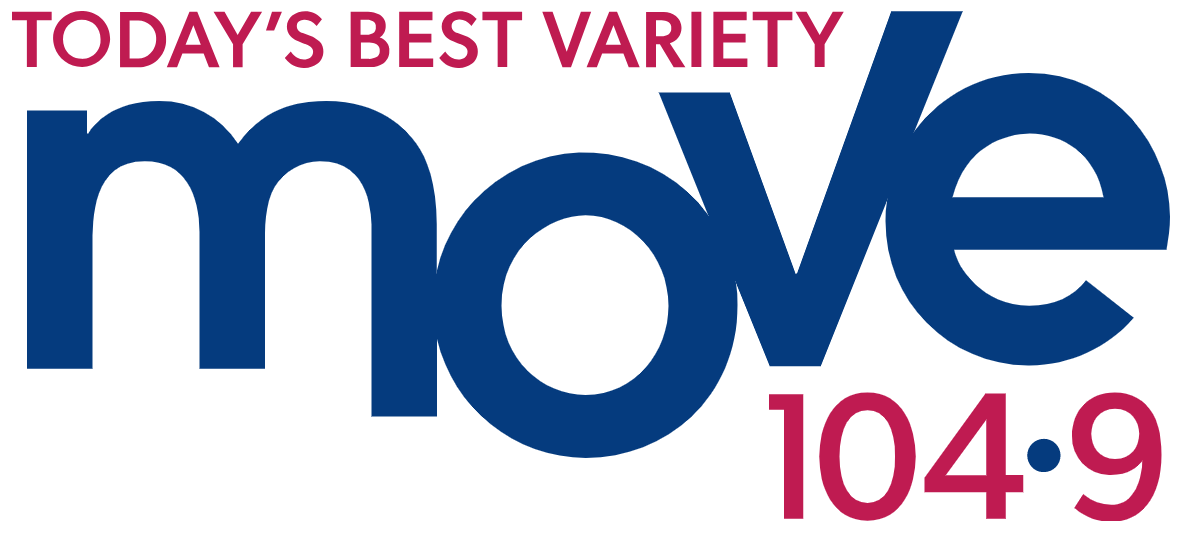
Logo de la station CFJR-FM.

Bell Media Radio est la division des activités radio appartenant à Bell Media.
| Ville          | Lettres        | Fréquence                           | Format                                  |
| -------------- | -------------- | ----------------------------------- | --------------------------------------- |
| Brockville     | CJPT (en)      | FM 103.7                            | Bob FM (en), adult hits (en)            |
| Brockville     | CFJR (en)      | FM 104.9                            | JR FM, adult contemporary               |
| Calgary        | CKCE (en)      | FM 101.5                            | Kool FM, adulte contemporain            |
| Chicoutimi     | CJAB           | FM 94.5                             | Énergie                                 |
| Chicoutimi     | CFIX           | FM 96.9                             | Rouge FM                                |
| Gatineau       | CKTF           | FM 104.1                            | Énergie                                 |
| Gatineau       | CIMF           | FM 94.9                             | Rouge FM                                |
| Halifax        | CJCH           | FM 101.3                            | The Bounce, Top 40 (en)                 |
| Halifax        | CIOO           | FM 100.1                            | C100, adulte contemporain               |
| Kingston       | CFLY           | FM 98.3                             | FLY-FM, adulte contemporain             |
| Kingston       | CKLC           | FM 98.9                             | rock moderne                            |
| Kawartha Lakes | CKLY           | FM 91.9                             | Bob FM, adult hits                      |
| Montréal       | CITE           | FM 107.3                            | Rouge FM                                |
| Montréal       | CJAD           | AM 800                              | CJAD 800                                |
| Montréal       | CJFM           | FM 95.9                             | Virgin Radio 96                         |
| Montréal       | CKGM           | AM 990                              | TSN Radio 690, sports                   |
| Montréal       | CKMF           | FM 94.3                             | Énergie                                 |
| Montréal       | CHOM           | FM 97.7                             | CHOM 97.7                               |
| Ottawa         | CFRA           | AM 580                              | nouvelles/parlé                         |
| Ottawa         | CFGO           | AM 1200                             | The Team 1200, sports                   |
| Ottawa         | CKKL           | FM 93.9                             | Bob FM, adult hits                      |
| Ottawa         | CJMJ           | FM 100.3                            | Majic 100, adulte contemporain          |
| Peterborough   | CKPT           | FM 99.7                             | Energy 99.7, adult contemporain         |
| Peterborough   | CKQM           | FM 105.1                            | Country 105                             |
| Québec         | CHIK           | FM 98.9                             | Énergie                                 |
| Québec         | CITF           | FM 107.5                            | Rouge FM                                |
| Rouyn-Noranda  | CJMM           | FM 99.1                             | Énergie                                 |
| Sherbrooke     | CIMO CITE-FM-1 | FM 106.1 FM 102,7 \|\| ÉnergieRouge |                                         |
| Toronto        | CHUM           | AM 1050                             | TSN Radio 1050, sports                  |
| Toronto        | CHUM           | FM 104.5                            | 104.5 CHUM-FM, adulte contemporain      |
| Toronto        | CFXJ           | FM 93.5                             | The New Flow 935, Rythmique Top 40      |
| Trois-Rivières | CHEY           | FM 94.7                             | Rouge FM                                |
| Trois-Rivières | CIGB           | FM 102.3                            | Énergie                                 |
| Val-d'Or       | CJMV           | FM 102.7                            | Énergie                                 |
| Vancouver      | CKST           | AM 1040                             | The Team 1040, sports                   |
| Vancouver      | CFTE           | AM 1410                             | The Team 1410, sports                   |
| Vancouver      | CFBT           | FM 94.5                             | The Beat, Top 40                        |
| Vancouver      | CHQM           | FM 103.5                            | QM/FM, adulte contemporain              |
| Victoria       | CFAX           | AM 1070                             | nouvelles/parlé                         |
| Victoria       | CHBE           | FM 107.3                            | Kool FM, Top 40                         |
| Waterloo       | CKKW           | FM 99.5                             | KFUN 99.5, vieux succès                 |
| Waterloo       | CFCA           | FM 105.3                            | Kool FM, adulte contemporain            |
| Windsor        | CKWW           | AM 580                              | 580 Memories, vieux succès              |
| Windsor        | CKLW           | AM 800                              | nouvelles/parlé                         |
| Windsor        | CIMX (en)      | FM 88.7                             | Pure Country 89                         |
| Windsor        | CIDR           | FM 93.9                             | 939 The River, adulte album alternative |
| Winnipeg       | CFRW           | AM 1290                             | TSN Radio 1290, sports                  |
| Winnipeg       | CHIQ           | FM 94.3                             | FAB 94.3, classic hits                  |
| Winnipeg       | CFWM           | FM 99.9                             | Bob FM, adult hits                      |

## Autres activités
- Agincourt Productions Inc. (productions internes de Bell Media).
- Autohound.
- Bell Media Radio.
- Canada's Olympic Broadcast Media Consortium (production des jeux Olympiques 2010 et 2012 pour le Canada) – 80 %.
- CTV Music (publication de musique).
- Dome Productions (studios de production) - 35 % (avec CTV Specialty Television Inc à 50 %).
- Exploration Production Inc. et Exploration Distribution Inc. (pour les productions de Discovery Channel Canada).
- Megawheels Technologies Inc. - 4 %.
- Sympatico.ca.

## Anciennes activités
- ARTV à hauteur de 16 % de 2001 à 2007.
- MTV Canada, lancée le 1er septembre 2000 et qui a cessé d'émettre le 31 décembre 2024.
- Comedy Gold, lancée le 7 septembre 2001 qui a été vendue en 2018 par Wow Unlimited Media et qui a cessé d'émettre le 1er septembre 2019.